# Пыщуг
Пы́щуг — село в Костромской области России, на реке Пыщуг (приток Ветлуги), административный центр Пыщугского района и Пыщугского сельского поселения.

## Общие сведения
Село расположено в 365 км к северо-востоку от областного центра Костромы. До ближайшей железнодорожной станции в городе Шарья — 64 километра. Трасса Р157 ведёт в города Шарья и Никольск, автодорогами Пыщуг также связан сёлами Павино и Георгиевское.
Население села Пыщуг — 3376 человека (2014).

## История и культура
Впервые упоминается в 1616 году как деревня Ивакино, с 1659 года в селе была построена деревянная Никольская церковь, после чего село стало известно как Никольское. В конце XVII века село вновь было переименовано, на этот раз в Пыщуг по названию реки, на которой стоит село. Пыщуг (пыстюг) по-марийски означает «липовая сторона» («пысте» — липа, «юг» — сторона).
Село принадлежало многим известным людям. С 1620 года — владение князей Мстиславских, с 1742 года — собственность купца и горнозаводчика А. Н. Демидова, затем — И. Н. Дурново, с 1914 года — гетмана П. П. Скоропадского.
В 1836 году на месте деревянной в селе была построена каменная церковь.
В 1927 году И. А. Ефремовым близ села были откопаны окаменелости, принадлежавшие ветлугазавру.

## Население
| 1959  | 1970  | 1979  | 1989  | 2002  | 2008  | 2010  |
| ----- | ----- | ----- | ----- | ----- | ----- | ----- |
| 2006  | ↗2569 | ↗3097 | ↗3242 | ↗3311 | ↘3261 | ↘3138 |
| 2014  |       |       |       |       |       |       |
| ↗3376 |       |       |       |       |       |       |

## Экономика
Лесхоз, «Пыщуглеспром»-филиал ОАО «МФК», частные цеха по переработке древесины, ОАО «Пыщугское».

## СМИ

### Пресса
Общественно-политическая газета «Призыв»